# Patrick Bateson
Sir Paul Patrick Gordon Bateson (* 31. März 1938 in den Chinnor, Chiltern Hills, Oxfordshire, England; † 1. August 2017) war ein britischer Zoologe und Wissenschaftsautor. Er war seit 1984 Professor für Verhaltensbiologie an der Universität Cambridge, Vizepräsident der Royal Society und seit 2004 auch Präsident der Zoological Society of London.
Neben Nikolaas Tinbergen, Robert Hinde und William Thorpe trug er maßgeblich dazu bei, das biologische Fachgebiet der Verhaltensforschung in Großbritannien zu etablieren.

## Leben
Patrick Bateson besuchte zunächst die Westminster School in London und studierte danach ab 1957 an der Universität Cambridge Naturwissenschaften. Es folgte ein zweijähriger Gastaufenthalt in den USA im Labor von Karl H. Pribram an der Stanford University. Nach seiner Rückkehr ins Labor für Verhaltensforschung in Cambridge wurde er zweifach promoviert (PhD 1963, ScD 1977), Gutachter für seine erste Dissertation über Prägung bei Vögeln war Robert Hinde.
Auch danach forschte Bateson vor allem im Gebiet der Entwicklungsbiologie des Verhaltens, häufig in Zusammenarbeit mit den Neurobiologen Gabriel Horn (1927–2012) und Steven Rose, u. a. über die neurobiologischen Grundlagen des Phänomens der Prägung bei Vögeln sowie zum Lernverhalten von Katzen und Affen. Insbesondere interessierte ihn bei diesen Säugetieren die Folgen von spielerischen Aktivitäten der Jungen für das Herausbilden von körperlichen, kognitiven und sozialen Verhaltensweisen als Erwachsene. Für den National Trust leitete er in den 1990er-Jahren ein Forschungsprojekt über die Folgen der Hetzjagd mit Hunden auf Physiologie und Verhalten beim Rotwild.
Neben seinen diversen akademischen Aufgaben (u. a. war er von 1988 bis 2003 Rektor des King’s College in Cambridge) verstand er sich als Mittler zwischen den Naturwissenschaften und der nicht-akademischen Öffentlichkeit und schrieb zahlreiche populärwissenschaftliche Bücher über Verhaltensforschung, Entwicklungsbiologie und Genetik. Wiederholt war er als Berater des britischen Parlaments gefragt. 1983 wurde er Fellow der Royal Society. Von 2004 bis 2014 war er Präsident der Zoological Society of London. Im Jahr 2003 wurde er zum Ritter geschlagen. Seit 2006 war er gewähltes Mitglied der American Philosophical Society.
Patrick Bateson war ab 1963 mit Dusha Matthews verheiratet, das Paar hatte zwei Mädchen. Seine Tochter Melissa Bateson wurde ebenfalls Zoologin und Hochschullehrerin, und seine Großtante Emily Williamson war die Mitgründerin der Royal Society for the Protection of Birds. Der Genetiker William Bateson war ein Cousin von Patrick Batesons Großvater.

## Schriften (Auswahl)
- The characteristics and context of imprinting. In: Biological Reviews. Band 41, Nr. 2, 1966, S. 177–217, doi:10.1111/j.1469-185X.1966.tb01489.x.
- How do sensitive periods arise and what are they for? In: Animal Behavior. Band 27, Nr. 2, 1979, S. 470–486, doi:10.1016/0003-3472(79)90184-2.
- mit Gabriel Horn: Imprinting and recognition memory: a neural net model. In: Animal Behavior. Band 48, Nr. 3, 1994, S. 695–715, doi:10.1006/anbe.1994.1289.
- What must be known in order to understand imprinting? In: Cecilia Heyes und Ludwig Huber (Hrsg.): The Evolution of Cognition. MIT Press, Cambridge (Mass.) 2000, S. 85–102, ISBN 978-0-26252696-8.
- als Herausgeber: Mate Choice. Cambridge University Press, 1983, ISBN 0-521-27207-6.
- mit Paul Martin: Measuring Behaviour. An Introductory Guide. Cambridge University Press, 1993, ISBN 0-521-44614-7.
- The Behavioural and Physiological Effects of Culling Red Deer. The National Trust, 1997.
- mit Paul Martin: Design for a Life. How Behaviour Develops. Verlag Jonathon Cape, London 1999, ISBN 0-224-05064-8 (2000: Vintage Paperback, ISBN 0-09-926762-4).
- Ethical debates about animal suffering and the use of animals in research. In: Journal of Consciousness Studies. Band  18, Nr. 9–10, 2011, S. 186–208.

## Belege
1. ↑  Professor Sir Patrick Bateson. King's College Cambridge, 7. September 2017, abgerufen am 4. Februar 2022 (englisch).
2. ↑  Sir Patrick Bateson obituary. Auf: theguardian.com vom 14. August 2017.
3. ↑  Deer succumb to the stress of the chase. Auf: newscientist.com vom 19. April 1997.
4. ↑  Member History: Patrick Bateson. American Philosophical Society, abgerufen am 4. Februar 2022 (englisch, mit Kurzbiographie).
5. ↑  Sir Patrick Bateson: Zoologists Should Not ‘Hog’ Upcoming Royal Society Evolution Meeting. Eingesehen am 4. Februar 2022.

| Personendaten    | Personendaten                                     |
| ---------------- | ------------------------------------------------- |
| NAME             | Bateson, Patrick                                  |
| ALTERNATIVNAMEN  | Bateson, Paul Patrick Gordon (vollständiger Name) |
| KURZBESCHREIBUNG | britischer Zoologe und Wissenschaftsautor         |
| GEBURTSDATUM     | 31. März 1938                                     |
| GEBURTSORT       | Chinnor, Chiltern Hills, Oxfordshire, England     |
| STERBEDATUM      | 1. August 2017                                    |